# قلعه شهرسب
قلعه شهرسب یا ارگ شهرسب مربوط به دورهٔ صفوی و دورهٔ قاجار است و در شهرستان ابرکوه، روستای شهراسب واقع شده و این اثر در تاریخ ۲۵ آبان ۱۳۸۴ با شمارهٔ ثبت ۱۳۷۲۴ به‌عنوان یکی از آثار ملی ایران به ثبت رسیده است.